# Fults
Fults – wieś w Stanach Zjednoczonych, w stanie Illinois, w hrabstwie Monroe.